# Escharoides contorta
Escharoides contorta är en mossdjursart som först beskrevs av Busk 1854.  Escharoides contorta ingår i släktet Escharoides och familjen Exochellidae. Inga underarter finns listade i Catalogue of Life.